# Njutning
Njutning är ett begrepp som är centralt inom moralpsykologi, etik och medvetandefilosofi. 
Det inbegriper all slags lycka och välmående. Det kontrasteras oftast med smärta och lidande. Filosofer och psykologer har ofta betraktat njutning som någonting uppenbart gott. En teori som betonar njutningens värde är hedonismen, som hävdar att alla värden härleds från njutning och smärta och att njutning är det enda, eller högsta, goda. Ibland kombinerades denna enkla syn på mänskliga värden med teorin om att all mänsklig motivation kan förklaras i termer av den handlande agentens strävan efter njutning. Dessa teorier rönte stor popularitet under 1800-talet men förkastades i lika hög grad under 1900-talet.
Idag ses "njutning" som ett samlingsbegrepp för flera olika biologiska tillstånd. Filosofer diskuterar hur mycket av den gamla bilden av njutning som ska behållas. En mängd njutningsrelaterade frågor är öppna och dess roll och natur är omdebatterad.